# أجياد
أجياد، حي تاريخي محاذٍ للحرم في مكة المكرمة.

## سبب التسمية
عُرفت أجياد أو جياد من الجيد، وهو العنق، والجمع أجياد مثل حمل وأحمال، وقيل بأن أجياد جمع جواد أو جياد من الخيل، وتطلق على الذكر والأنثى، وقد جاء ذكر أجياد في شعر الأعشى ميمون بن قيس إذ يقول:

## تقسيم المؤرخين وأجياد
قسم المؤرخون أجياد إلى قسمين فقالوا أجياد الكبير، وأجياد الصغير، ويقصدون بأجياد الصغير المكان المعروف اليوم بأجياد السد لعدم وجود منفذ، وهو يبدأ من أوائل باب أجياد ويسير منعطفاً نحو الشمال الشرقي وينتهي بخطم جبل خندمة الفاصل بين أجياد وشعب أبي يوسف، وأجياد السد أصبحت ذات منفذ يربطها بحي العزيزية أنفاق متعددة للمركبات وأخرى للمشاة وصولاً للبيت الحرام.

## حدود أجياد
من ساحة باب أجياد الحرم المكي ثم مستشفى أجياد الذي يتوسط الحي، وقد تم هدمه في سنة 1430هـ/2009م حيث سيقام المبنى البديل بجواره إلى الداخل من رباط البهرة، وبجوار المستشفى عمائر الأشراف التي كانت تعتبر في الماضي أحد أهم معالم أجياد، وتم بناء جزء كبير منه يطل على حارة أجياد وهو مبنى أوقاف الملك عبدالعزيز الذي يعد من ناطحات السحاب في العالم، وبجواره فندق مصر سابقاً، وفي الجهة المقابلة فندق أجياد مكارم الذي أخذ جزءاً من مبنى وزارة المالية بالسابق.

## الدوائر الحكومية وأجياد
لوقوع أجياد في جنوب شرق المسجد الحرام كان ذلك دافعاً لوجود العديد من الوزارات والدوائر الحكومية، ومن أهمها:
- المالية ومطبعة الحكومة
- القضاء والمحكمة الشرعية وكتابة العدل
- الأمن العام
- البلدية
- دار الأيتام
- مستشفى أجياد
- مقر الموسيقى العسكرية - ثكنة العسكر
- البريد العام
- السجن
- مرستان - مستشفى الأمراض العقلية
- التكية المصرية
- فندق مصر
- مبنى الحميدية
- مديرية المعارف
- مطبعة قريش
- جريدة الندوة
- قلعة أجياد
- فندق شبرا
- العديد من المدارس مثل: الفخرية العثمانية الابتدائية، المدرسة السعدية الابتدائية، النموذجية الابتدائية، المنصورية الابتدائية، خالد بن الوليد المتوسطة، المعهد العلمي السعودي.
- مجموعة من الكتاتيب مثل: كتاب الماحي، الخوجة، الخياط.[4]

## قلعة أجياد
بنى الشريف سرور بن مساعد قلعة أجياد سنة 1196هـ في أعالي جبل أجياد، وأنفق عليها أموالاً طائلة في عمارتها حتى أصبحت حصناً منيعاً، وكانت تطل على داره في سفح الجبل.

## انظر ايضاً
- مكة المكرمة
- القشاشية

## وصلات خارجية
- حارة أجيـاد.
- حكاية تاريخ وشاهد تحوّل.